# وزیرآباد (بروجرد)
وزیرآباد روستایی است از توابع شهرستان بروجرد در استان لرستان. این روستا در دهستان همت‌آباد در بخش مرکزی این شهرستان قرار دارد.ساکنان این روستا از ایل بزرگ بیرانوند هستند 

## جمعیت
بنابر سرشماری مرکز آمار ایران، جمعیت وزیر آباد در سال ۱۳۸۵ برابر با ۲۱۵ نفر بوده‌است که از این میان ۱۰۵ نفر مرد و بقیه زن بوده‌اند. این روستا ۵۰ خانوار دارد.